# Chronologie nahrávek skupiny Olympic 1966–1967
Článek Chronologie nahrávek skupiny Olympic 1966–1967 zpracovává dostupné informace o datu vzniku (známých) nahrávek Olympiku v období 1966–1967 a řadí je chronologicky. Nejde o 'diskografii' – nahrávky jednak nejsou řazeny podle data jejich vydání na nosičích a jednak zahrnuje také rozhlasové, filmové a TV nahrávky, z nichž některé donedávna ani na nosičích nevyšly.

## Sestavy skupiny Olympic v tomto období a související události
Do roku 1966 vstoupil Olympic v sestavě Petr Janda (kytara, zpěv), Miki Volek (zpěv), Pavel Chrastina (baskytara, zpěv), Miroslav Berka (klavír, foukací harmonika), Ladislav Klein (doprovodná kytara, zpěv) a Jan Antonín Pacák (bicí, zobcová flétna, zpěv) už jako poměrně slavná skupina.
Na jaře 1966 skupina natočila několik písniček pro TV film bavorské televize Vormärz In Prag (Předjaří v Praze) režiséra Dietricha Haugka. Písničky vyšly na desce exportního vydavatelství Artia – EP 4x Olympics a některé z nich také na LP sampleru Night Club '66. Film se pravděpodobně nedochoval – k dispozici je jen pár fotografií z natáčení.
V dubnu 1966 natočil Olympic první EP s výhradně vlastními skladbami .
V létě 1966 se se skupinou rozloučil zpěvák Miki Volek (poslední koncert s Olympikem měl 27. 5. 1966).
Novým manažerem skupiny se stal Pavel Kratochvíl.
Skupina se po autorské stránce už plně věnovala vlastní tvorbě (z 90 % od dvojice Janda–Chrastina).
Objevila se v dalších filmech: 
- Flám režiséra Miroslava Hubáčka (premiéra: 9. 12. 1966) – s instrumentálkou Čaj pana Pickwicka a s písničkou Nebezpečná postava (v anotaci k filmu uvedena jako Krásné dívky hloupé jsou) – v obou případech jde o rozhlasové nahrávky z roku 1965,
- Jak se krade milión režiséra Jaroslava Balíka (premiéra: 29. 9. 1967) – s instrumentálkou "237 koňaků" (datum vzniku nahrávky ani autorství nejsou známy),

a účinkovala také v televizním pořadu Big beat ve fraku se skladbou Snad jsem to zavinil já (verze nahrávky z roku 1966).
V únoru, březnu a říjnu 1967 natočil Olympic v dejvickém studiu 16 vlastních skladeb , z 12 z nich bylo později sestaveno první LP skupiny – Želva, zbývající 4 vyšly na singlech. Dvě z nich byly navíc nazpívány také v angličtině (pro LP sampler Night Club 1967).
23. března 1967 byl Petr Janda vyhlášen "Beatmanem roku 1966" (cena časopisu „Klub Olympik“) 
Na přelomu listopadu a prosince 1967 zvítězil Olympic společně s Rebels v podzimním Beat Cupu 67, pořádaném ve Sluníčku.
V prosinci 1967 kapela vystoupila na 1. československém beatovém festivalu, který se konal 20.–23. prosince 1967 v pražské Lucerně. Dochoval se záznam Čs. televize. V sestřihu zní 3 písničky Olympiku: Jen Bůh ví, Želva, Psychiatrický prášek. 

## Olympic 1966–1967
| Skladba | Autoři | Délka | Poznámka k obsazení           | Datum vzniku nebo dokončení nahrávky                                           | První vydání na SP/EP/LP, v rozhlase/TV | Digitální vydání (CD aj.) |
| --- | --- | ----- | ----------------------------- | ------------------------------------------------------------------------------ | --- | --- |
| "Mary" | Petr Janda / John Mucha. (Pozn.: Na etiketě EP je jako autor textu uveden John Mucha. Na etiketě i na obalu LP Night Club '66 (1966) je jako autor textu uveden F. R. Čech (napsal původní český text).) | 2:15  |                               | 2. 3. 1966, Čs. film (Pozn.: Existuje také verze z roku 1965 – jiná nahrávka!) | • EP 4x Olympics (Supraphon–Artia SUK 33638) • LP sampler Night Club '66 (Artia, 1966) – SUA 13727 (mono), SUA ST 53727 (stereo), resp. Supraphon – SV 9021. | • Singly II (Bonton, 1996) • Singly (1965–68) Dej mi víc své lásky… (Supraphon, 2007) • Olympic 50 – Hity, singly, rarity (Supraphon, 2012) • Viz také CD .                         |
| Na CD Singly II / Singly (1965–68) je u této skladby uvedeno datum a místo vzniku 4. 9. 1965, Kobylisy, ale nahrávka na tomto CD je ve skutečnosti z 2. 3. 1966, Čs. film. (verze pro EP pro Artii). | |       |                               |                                                                                | | |
| "The Story Of Bass Guitar" | Bert Claus / Ed. Schramm | 1:53  |                               | 2. 3. 1966, Čs. film                                                           | • EP 4x Olympics (Supraphon–Artia SUK 33638) | • Singly II (Bonton, 1996) • Singly (1965–68) Dej mi víc své lásky… (Supraphon, 2007) • Bonus na CD Pták Rosomák (Zlatá edice, Supraphon 2005) • Viz také CD .                      |
| "Cinderella" | Bert Claus | 2:01  | Zpěv: Miki Volek              | 2. 3. 1966, Čs. film (Pozn.: Pro německý TV film Předjaří v Praze.)            | • EP 4x Olympics (Supraphon–Artia SUK 33638) • LP sampler Night Club '66 (Artia, 1966) – SUA 13727 (mono), SUA ST 53727 (stereo), resp. Supraphon – SV 9021. | • Singly I (Bonton, 1996) • Singly (1964–65) Hvězda na vrbě… (Supraphon, 2011) |
| "Großvaters Geist" (Dědečkův duch) | Petr Janda / anonym | 2:38  | Zpěv: Miki Volek              | Duben 1966, Čs. film (Pozn.: Pro německý TV film Předjaří v Praze.)            | Dříve nevyšlo | • Olympic 50 – Hity, singly, rarity (Supraphon, 2012) • bonus na CD Želva (Supraphon 2019)                                                                                          |
| "Smutný holič z Liverpoolu" | Petr Janda / F. R. Čech | 2:59  | Zpěv: Miki Volek              | 15. 4. 1966, Čs. film                                                          | • EP Supraphon 0286 (1966) | • Singly I (Bonton, 1996) • Singly (1964–65) Hvězda na vrbě… (Supraphon, 2011) |
| "Smutné ráno" | Petr Janda / Pavel Chrastina | 2:15  |                               | 15. 4. 1966, Čs. film                                                          | • EP Supraphon 0286 (1966) | • Singly II (Bonton, 1996) • Singly (1965–68) Dej mi víc své lásky… (Supraphon, 2007) • Bonus na CD Želva (Zlatá edice, Supraphon 2004)                                             |
| "Tak už to nejde dál" | Petr Janda / F. R. Čech | 1:46  | Zpěv: Miki Volek              | 15. 4. 1966, Čs. film                                                          | • EP Supraphon 0286 (1966) | • Singly I (Bonton, 1996) • Singly (1964–65) Hvězda na vrbě… (Supraphon, 2011) |
| "Vzpomínka plíživá" | Ladislav Klein / Pavel Chrastina | 2:33  | Zpěv: Ladislav Klein          | 15. 4. 1966, Čs. film                                                          | • EP Supraphon 0286 (1966) (Jiná verze než na LP Želva) | • Singly II (Bonton, 1996) • Singly (1965–68) Dej mi víc své lásky… (Supraphon, 2007) • Olympic 50 – Hity, singly, rarity (Supraphon, 2012) • bonus na CD Želva (Supraphon 2019)    |
| "O'Darling, lieb mich mehr" (název na EP), resp. "Oh darling, küss mich mehr!" (název na LP sampleru)                                                                                                | Petr Janda / Rolf Merz, Gehart Hagen | 2:49  |                               | 25. 4. 1966 (nebo 2. 3. 1996 – údaj uvedený v ), Čs. film                      | • EP 4x Olympics (Supraphon–Artia SUK 33638) • LP sampler Night Club '66 (Artia, 1966) – SUA 13727 (mono), SUA ST 53727 (stereo), resp. Supraphon – SV 9021. | • Singly II (Bonton, 1996) • Singly (1965–68) Dej mi víc své lásky… (Supraphon, 2007)                                                                                               |
| "Glück ist weg" (Tak už to nejde dál) | Petr Janda / ? | 1:51  | zpěv: Miki Volek              | 1966, Čs. film Pro německý TV film Předjaří v Praze                            | dříve nevyšlo | • Olympic / Miroslav Berka - Mínus a plus (Oldřich Zámostný 2017) |
| "Línej skaut" (V této verzi dříve nevyšlo.) | Petr Janda / Pavel Chrastina | 1:51  |                               | 1966, Čs. rozhlas                                                              | Jiná verze než na LP Želva. | • Singly II (Bonton, 1996) • Singly (1965–68) Dej mi víc své lásky… (Supraphon, 2007)                                                                                               |
| "O dům dál" (Nekonečná cesta) (V této verzi dříve nevyšlo.) | Petr Janda / Pavel Chrastina | 2:18  |                               | 1966, Čs. rozhlas                                                              | Existuje i verze z roku 1968 (Nekonečná cesta). | • Singly II (Bonton, 1996) • Singly (1965–68) Dej mi víc své lásky… (Supraphon, 2007) • Olympic / Miroslav Berka - Mínus a plus (Oldřich Zámostný 2017)                             |
| "Línej skaut" (V této verzi dříve nevyšlo.) | Petr Janda / Pavel Chrastina | 1:59  |                               | 1966, Čs. rozhlas                                                              | Jiná verze než na LP Želva. | • Olympic 50 – Hity, singly, rarity (Supraphon, 2012) • bonus na CD Želva (Supraphon 2019)                                                                                          |
| "Snad jsem to zavinil já" (V této verzi dříve nevyšlo.) | Petr Janda / Pavel Chrastina | 2:52  |                               | 1966, Čs. rozhlas                                                              | Jiná verze než na SP a LP Želva. | • Olympic 50 – Hity, singly, rarity (Supraphon, 2012) • bonus na CD Želva (Supraphon 2019)                                                                                          |
| "Dej mi na klín oči unavený" (V této verzi dříve nevyšlo.) | Petr Janda / Pavel Chrastina | 2:36  |                               | 1966, Čs. rozhlas                                                              | Jiná verze než na SP. | • Olympic 50 – Hity, singly, rarity (Supraphon, 2012) |
| "Zbytečná holka" (V této verzi dříve nevyšlo.) | Petr Janda / Pavel Chrastina | 2:22  |                               | 1966, Čs. rozhlas                                                              | Jiná verze než na SP. | • Olympic 50 – Hity, singly, rarity (Supraphon, 2012) |
| "Želva" (V této verzi dříve nevyšlo.) | Petr Janda / Pavel Chrastina | 3:17  |                               | 1967, Čs. rozhlas                                                              | Jiná verze než na SP a LP Želva. | • Olympic 50 – Hity, singly, rarity (Supraphon, 2012) • bonus na CD Želva (Supraphon 2019)                                                                                          |
| "Dám zejtra zas flám" (V této verzi dříve nevyšlo.) | Petr Janda / Pavel Chrastina | 2:25  |                               | 1967, Čs. rozhlas                                                              | Jiná verze než na SP a LP Želva. | • Olympic 50 – Hity, singly, rarity (Supraphon, 2012) • bonus na CD Želva (Supraphon 2019)                                                                                          |
| "Psychiatrický prášek" (V této verzi dříve nevyšlo.) | Petr Janda / Pavel Chrastina | 3:23  |                               | 1967, místo nahrání neznámé                                                    | Jiná verze než na SP a LP Želva. | • RARITY – Bonusové CD k boxu 14 CD (Supraphon, 2010) • bonus na CD Želva (Supraphon 2019)                                                                                          |
| "Jdi dál" | Petr Janda / Pavel Chrastina | 3:09  | Zpěv: Ladislav Klein          | 1967, místo nahrání neznámé                                                    | Dříve nevyšlo | • RARITY – Bonusové CD k boxu 14 CD (Supraphon, 2010) |
| "Dám zejtra zas flám" | Petr Janda / Pavel Chrastina | 2:27  |                               | 19. 2. 1967, Studio Dejvice                                                    | • LP Želva (Supraphon 1 13 0412, 1968) | • CD Želva (Supraphon 1991, 2004), track 4 |
| "Modravé mámení" | Petr Janda / Pavel Chrastina | 2:18  |                               | 19. 2. 1967, Studio Dejvice                                                    | • LP Želva (Supraphon 1 13 0412, 1968) | • CD Želva (Supraphon 1991, 2004), track 5 |
| "Dědečkův duch" | Petr Janda / Pavel Chrastina | 2:17  |                               | 19. 2. 1967, Studio Dejvice                                                    | • LP Želva (Supraphon 1 13 0412, 1968) | • CD Želva (Supraphon 1991, 2004), track 9 |
| "Snad jsem to zavinil já" | Petr Janda / Pavel Chrastina | 3:01  |                               | 19. 2. 1967, Studio Dejvice                                                    | • SP Supraphon 1 43 0303 (1967) • LP Želva (Supraphon 1 13 0412, 1968)                                                                                       | • Singly II (Bonton, 1996) • Singly (1965–68) Dej mi víc své lásky… (Supraphon, 2007) • CD Želva (Supraphon 1991, 2004), track 8                                                    |
| "Bloud král" | Petr Janda / Pavel Chrastina | 2:16  |                               | 19. 2. 1967, Studio Dejvice                                                    | • SP Supraphon 1 13 0153 (1967) | • Singly II (Bonton, 1996) • Singly (1965–68) Dej mi víc své lásky… (Supraphon, 2007) • Bonus na CD Želva (Zlatá edice, Supraphon 2004)                                             |
| "Zahoď lásku" | Petr Janda – Pavel Chrastina | 3:48  |                               | 19. 2. 1967, Studio Dejvice                                                    | • B-strana SP Bloud král (Supraphon 1 13 0153 (1967)) | • Singly II (Bonton, 1996) • Singly (1965–68) Dej mi víc své lásky… (Supraphon, 2007) • Bonus na CD Želva (Zlatá edice, Supraphon 2004)                                             |
| "Please Don't Leave Me" (Snad jsem to zavinil já) | Petr Janda / Petr Adler | 2:59  |                               | 19. 2. 1967, Studio Dejvice                                                    | • LP sampler Night Club 1967 (Supraphon 0 13 0205 / 1 13 0205, Artia SUA 13834 (mono) / SUA ST 53834 (stereo)), track A8, 1967                               | • Singly II (Bonton, 1996) • Singly (1965–68) Dej mi víc své lásky… (Supraphon, 2007) • Bonus na CD Pták Rosomák (Zlatá edice, Supraphon 2005) • bonus na CD Želva (Supraphon 2019) |
| "Thoughts Of A Foolish Boy" (Bloud král) | Petr Janda / Petr Adler | 2:16  |                               | 19. 2. 1967, Studio Dejvice                                                    | • LP sampler Night Club 1967 (Supraphon 0 13 0205 / 1 13 0205, Artia SUA 13834 (mono) / SUA ST 53834 (stereo)), track B7, 1967                               | • Singly II (Bonton, 1996) • Singly (1965–68) Dej mi víc své lásky… (Supraphon, 2007) • Bonus na CD Pták Rosomák (Zlatá edice, Supraphon 2005)                                      |
| "Želva" (singlová verze) | Petr Janda / Pavel Chrastina | 3:34  |                               | 18. 3. 1967, Studio Dejvice                                                    | • B-strana SP Snad jsem to zavinil já (Supraphon 1 43 0303 (1967))                                                                                           | • Singly II (Bonton, 1996) • Singly (1965–68) Dej mi víc své lásky… (Supraphon, 2007)                                                                                               |
| "Želva" (albová verze) | Petr Janda / Pavel Chrastina | 3:36  |                               | 18. 3. 1967, Studio Dejvice                                                    | • LP Želva (Supraphon 1 13 0412, 1968) | • CD Želva (Supraphon 1991, 2004), track 1 |
| Verze pro LP: Jde o stejnou nahrávku jako pro singl, jen v 2:48–2:54 je na pokyn cenzorů překryto domnělé neslušné slovo dotočeným Kleinovým vokálem "áááááá-áááááá".                                | |       |                               |                                                                                | | |
| "Línej skaut" | Petr Janda / Pavel Chrastina | 2:11  | Akordeon: Zdeněk Nossberger   | 18. 3. 1967, Studio Dejvice                                                    | • LP Želva (Supraphon 1 13 0412, 1968) | • CD Želva (Supraphon 1991, 2004), track 3 |
| "Jen Bůh ví" | Petr Janda / Pavel Chrastina | 3:35  |                               | 18. 3. 1967, Studio Dejvice                                                    | • LP Želva (Supraphon 1 13 0412, 1968) | • CD Želva (Supraphon 1991, 2004), track 10 |
| "Telefon" | Petr Janda / Pavel Chrastina | 1:48  |                               | 18. 3. 1967, Studio Dejvice                                                    | • LP Želva (Supraphon 1 13 0412, 1968) | • CD Želva (Supraphon 1991, 2004), track 11 |
| "Vzpomínka plíživá" | Ladislav Klein / Pavel Chrastina | 2:45  | Zpěv: Ladislav Klein          | 16. 10. 1967, Studio Dejvice                                                   | • LP Želva (Supraphon 1 13 0412, 1968) | • CD Želva (Supraphon 1991, 2004), track 2 |
| "Nikdo neotvírá" | Petr Janda / Pavel Chrastina, F. R. Čech | 2:06  |                               | 16. 10. 1967, Studio Dejvice                                                   | • LP Želva (Supraphon 1 13 0412, 1968) | • CD Želva (Supraphon 1991, 2004), track 6 |
| "Nebezpečná postava" | Petr Janda / F. R. Čech | 1:42  |                               | 16. 10. 1967, Studio Dejvice                                                   | • LP Želva (Supraphon 1 13 0412, 1968) | • CD Želva (Supraphon 1991, 2004), track 7 |
| "Psychiatrický prášek" | Petr Janda / Pavel Chrastina | 6:20  | Doprovodný zpěv: Eva Pilarová | 16. 10. 1967, Studio Dejvice                                                   | • LP Želva (Supraphon 1 13 0412, 1968) | • CD Želva (Supraphon 1991, 2004), track 12 |
| "Dej mi na klín oči unavený" | Petr Janda / Pavel Chrastina | 2:26  |                               | 16. 10. 1967, Studio Dejvice                                                   | • SP Supraphon 1 43 0357 (1967) | • Singly II (Bonton, 1996) • Singly (1965–68) Dej mi víc své lásky… (Supraphon, 2007) • Bonus na CD Želva (Zlatá edice, Supraphon 2004)                                             |
| "Nejím a nespím" | Pavel Chrastina | 1:41  |                               | 27. 10. 1967, Studio Dejvice                                                   | • B-strana SP Dej mi na klín oči unavený (Supraphon 1 43 0357 (1967))                                                                                        | • Singly II (Bonton, 1996) • Singly (1965–68) Dej mi víc své lásky… (Supraphon, 2007) • Bonus na CD Želva (Zlatá edice, Supraphon 2004)                                             |